# هوست جيتور
هوست جيتور (بالإنجليزية: HostGator)‏: هي شركة استضافة مواقع ويب تأسست سنة 2002, ومقرها هيوستن واوستن، في تكساس في الولايات المتحدة. هوست جيتور HostGator, تعتبر من أكبر شركات الاستضافة وأقواها في التسويق الإلكتروني. وهي شركة فرعية لمجموعة Endurance International Group التي تمتلك شركة بلوهوست وشركة أي بيج iPage وهوست مونستر وغيرها من شركات الاستضافة الأخرى. ولديها مكاتب فرعية في كل من الولايات المتحدة، البرازيل، والهند.
وتقدم هوست جيتور خدمات الاستضافة التالية:
- الاستضافة المشتركة.
- الاستضافة السحابية.
- استضافة الموزع (ريسيلر).
- استضافة ووردبريس (Wordpress Hosting) المشتركة والمدارة.
- استضافة الخوادم الافتراضية الخاصة - خادم افتراضي خاص.
- استضافة الخوادم الكاملة.

## التاريخ
تأسست هوست جيتور في الثاني والعشرين من الشهر العاشر من السنة 2002 على يد برينت اوكسلي. وفي عام 2006, نقلت هوست جيتور مكتبها الرئيسي من فلوريدا إلى منشأة بالغة المساحة 1858 متراً مربعاً الواقعة في هيوستن في تكساس.
في 2008, مجلة Inc. صَنفتْ هوست جيتور بشركة من أسرع الشركات نمواً محتلة الترتيب الأول في منطقة تكساس والترتيب العشرين في الولايات المتحدة كاملة. وفي السنة نفسها، قرّرت هوست جيتور تحويل خدمات الاستضافة إلى استضافة خضراء من خلال العمل في خدمات سوق النظام البيئي المركب.
وأيضا في 2008, حضرّت هوست جيتور وجهزّت نفسها لمنافسة شركات الاستضافة التي تقدّم خدمات استضافة لا محدودة. وأصرّ مؤسسها برينت اوكسلي على قدرته على عمل نسخ احتياطية قبل إطلاق خدمات الاستضافة اللامحدودة وقدرته أيضا على زيادة طاقم التوظيف في الشركة. حيث أشار إلى أن هذه الخطوة ستزيد المبيعات على الأقل بنسبة 30%.
وفي 2010, مكتب رئيسي افتتحت هوست جيتور مكتبا رئيسيا آخر في اوستن في الولاية نفسها، تكساس. وفي مايو من السنة 2011, أطلقت هوست جيتور أعمالها بمكتب في الهند.
وفي العام 2012, بيعت هوست جيتور لمجموعة Endurance International Group. وأعلن برنيت اوكسلي بيع هوست جيتور موضحا للعملاء والموظفين عدم القلق لأنه لا يزال يمتلك مباني شركة هوست جيتور.
وفي عام 2015, أطلقت هوست جيتور خدمة استضافة ووردبريس المدارة والتي هي مجموعة من الأدوات لتحسين مواقع ووردبريس والحفاظ عليها.

## أحداث رئيسية
دائما، الشركات المميزة والقوية والناجحة أعداؤها كثر، فتصدّت هوست جيتور للحواداث الرئيسية التالية:

### هجوم طروادة سنة 2006
في 2006, تم الهجوم على هوست جيتور بفيروسات طروادة والذي أثر في أكثر من 200 جهاز من أجهزة هوست جيتور.

### الخروج من الخدمة سنة 2013
بعد استحواذ Endurance International Group على هوست جيتور، عانت هوست جيتور من توقف خوادمها وخروجها من الخدمة يشكل متزايد. وبشكل بازر في شهر ديسيمبر وشهر اغسطس من السنة 2013, حيث كانت مشكلة انقطاع الشبكة تحدث للخوادم، ممّا أثر بشكل قوي في مواقع العملاء.

### اكتشاف ثغرات 2019
في كانون الثاني من سنة 2019, أصدرت TechCrunch خبراً أن صائد ثغرات معروف وجد ثغرات حساسة في كل من هوست جيتور وبلوهوست.